# Maria Krystyna de Borbón
Maria Krystyna Ferdynanda de Borbón (wł. Maria Cristina Ferdinanda di Borbone-Due Sicilie, hiszp. María Cristina Fernanda de Borbón-Dos Sicilias y Borbón,ur. 27 kwietnia 1806, zm. 22 sierpnia 1878) – księżniczka Obojga Sycylii, królowa Hiszpanii (1829–1833), regentka Hiszpanii (1833–1840).
Była czwartą córką króla Franciszka I (hiszp. Fernando) (1784–1833) oraz matką królowej Izabeli II (hiszp. Isabel) (1830–1904).

## Królowa Hiszpanii

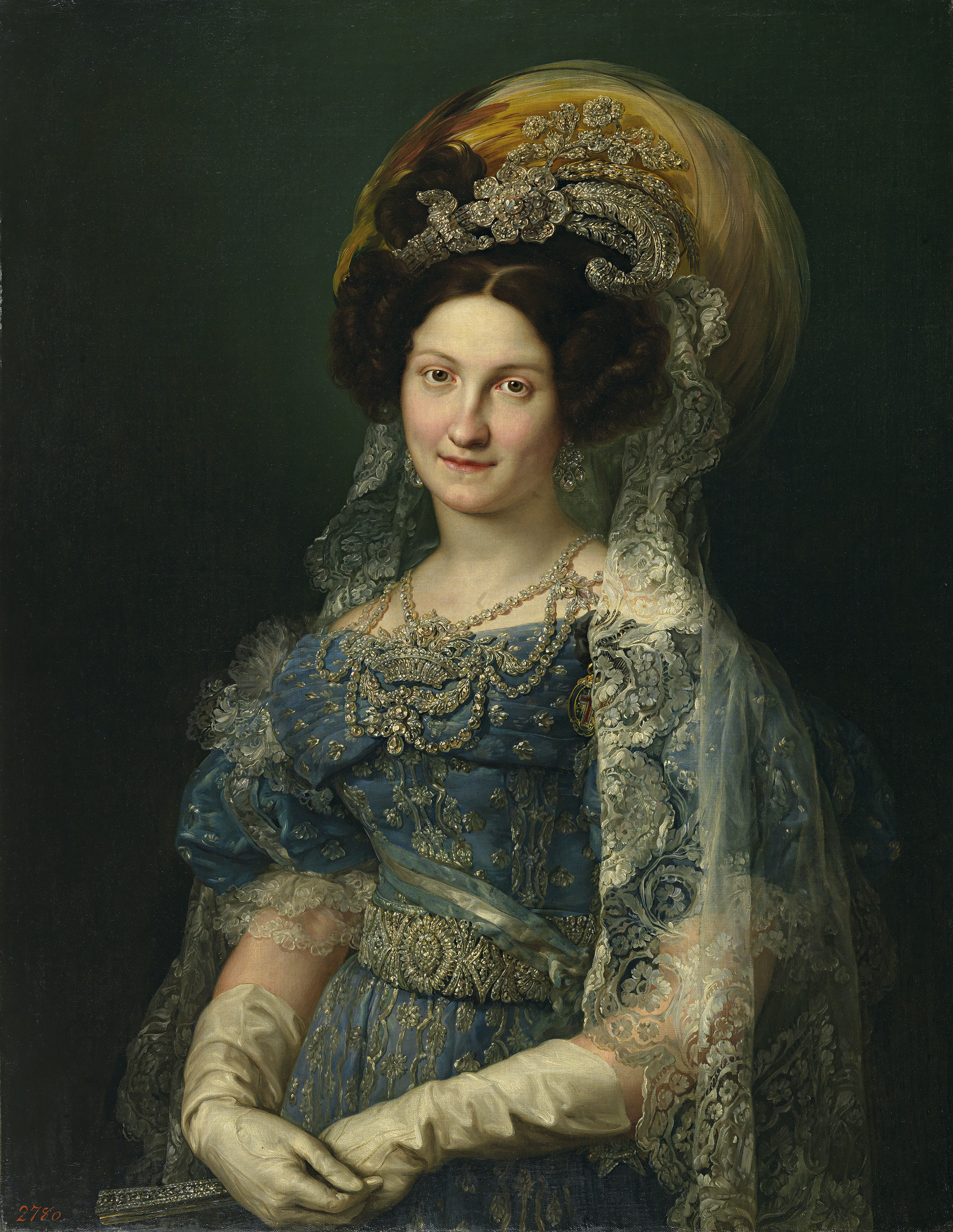
Portret królowej, tego samego autorstwa

11 grudnia 1829, w Madrycie poślubiła swojego wuja, króla Hiszpanii – Ferdynanda VII. Matka Marii Krystyny – Maria Izabela i Ferdynand VII byli oboje dziećmi króla Karola IV Burbona (Carlosa IV) i jego żony Marii Ludwiki Parmeńskiej. Ponadto, pierwsza żona Ferdynanda VII – Maria Antonietta Burbon (1784–1806) była siostrą Franciszka I Sycylijskiego, czyli ciotką Marii Krystyny. Po śmierci Marii Antonietty, Ferdynand VII poślubił Marię Izabelę Portugalską, infantkę portugalską (1787–1819), a po jej śmierci – Marię Józefę Wettyn, księżniczkę saksońską (1803–1829). Maria Krystyna była więc jego czwartą i ostatnią żoną, jako jedyna z jego żon z którą miał potomstwo, które przeżyło dzieciństwo. 9 stycznia 1818, w wieku czterech miesięcy, zmarła bowiem Doña María Luísa Isabel, córka Franciszka i Marii Izabeli. 27 maja 1829 zmarła natomiast bezpotomnie królowa Maria Józefa, a Ferdynand rozpaczliwie pragnął zostać ojcem następcy tronu i dlatego ożenił się z Marią Krystyną już 7 miesięcy później. Maria Krystyna szybko urodziła dwie córki:
1. Isabellę, późniejszą królową Izabelę II (1830–1904),
2. María Luísa Fernanda, doñę, infantkę (1832–1897).

## Regentka
Ferdynand zmarł 29 września 1833 i jego żona została regentką w imieniu ich starszej córki. Prawa do tronu małej Izabeli zakwestionował młodszy brat Ferdynanda – infant Don Carlos, hrabia Molina, który stwierdził, że Ferdynand VII nie miał prawa przyznać prawa sukcesji kobietom. Don Carlos ogłosił się karlistowskim królem Hiszpanii jako Karol V. Wynikiem tego była pierwsza wojna karlistowska (1837–1839).

## Drugie małżeństwo
28 grudnia 1833, niedługo po śmierci Ferdynanda VII, Maria Krystyna w sekrecie poślubiła byłego sierżanta straży królewskiej, Augustyna Ferdynanda Muñoza, księcia Riánsares (1808–1873). Muñoz swój tytuł otrzymał w 1844 od Izabeli II. Para miała razem ośmioro dzieci:
- Marię Amparo, hrabinę Vista Alegre (1834–1864), żonę Władysława Czartoryskiego, matkę błogosławionego Augusta Czartoryskiego,
- Marię de los Milagros, markizę Castillejo (1835–1903),
- Agustina, księcia Tarancón (1837–1855),
- Fernanda, księcia Riánsares i Tarancón (1838–1910),
- Marię Christinę, markizę Isabella (1840–1921),
- Antoniego (1842–1847)
- Juana, hrabiego Recuerdo (1844–1863),
- Jose, hrabiego Garcia (1846–1863).

Drugie małżeństwo królowej z niskim rangą żołnierzem, wyszło na jaw i Maria Krystyna stała się bardzo niepopularna. W 1840, dowódca hiszpańskiej armii – generał Baldomero Espartero, hrabia Luchana, zastąpił ją na pozycji regenta.

## Śmierć
Maria Krystyna zmarła w Hawrze, we Francji. Jako wdowa po królu Ferdynandzie VII i matka królowej Izabeli II została pochowana w królewskiej krypcie, w El Real Monasterio de San Lorenzo del Escorial. Miejsca pochówku w tej krypcie, są zastrzeżone dla hiszpańskich władców i ich współmałżonków, którzy byli rodzicami hiszpańskich władców. Trzy pierwsze żony Ferdynanda spoczęły więc w innych częściach klasztoru lub w ogóle w innych kościołach.